# Pericyma alba
Pericyma alba là một loài bướm đêm trong họ Erebidae.